# Garuda

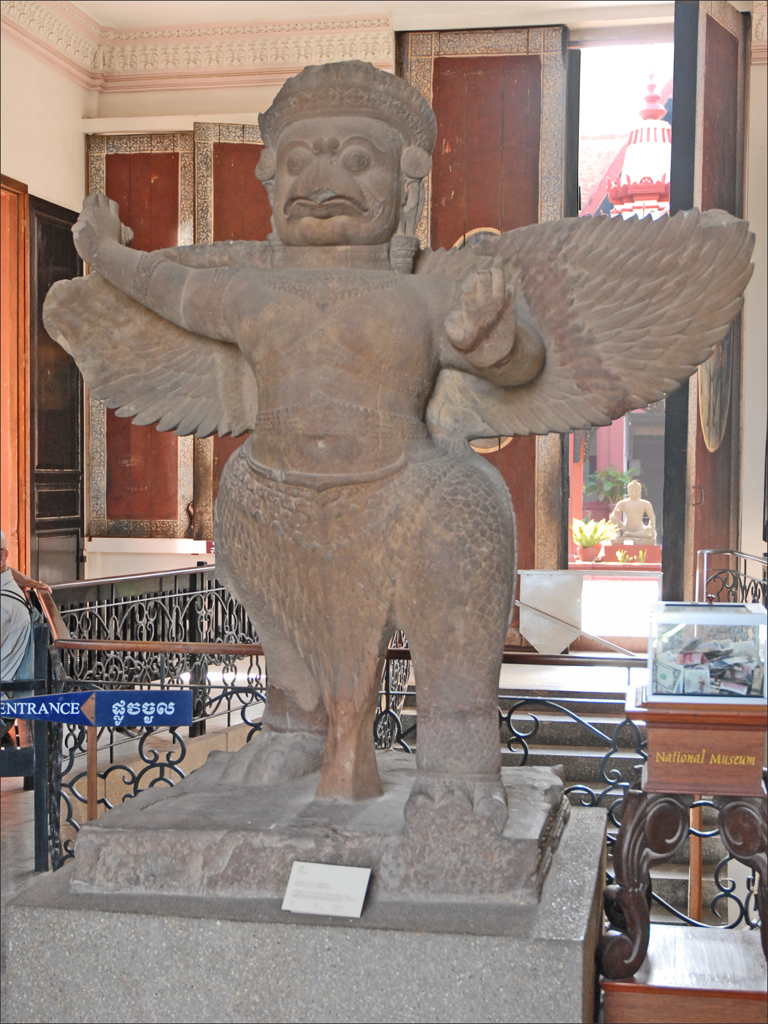
Garuda (Phnom Penh) (6851360948)

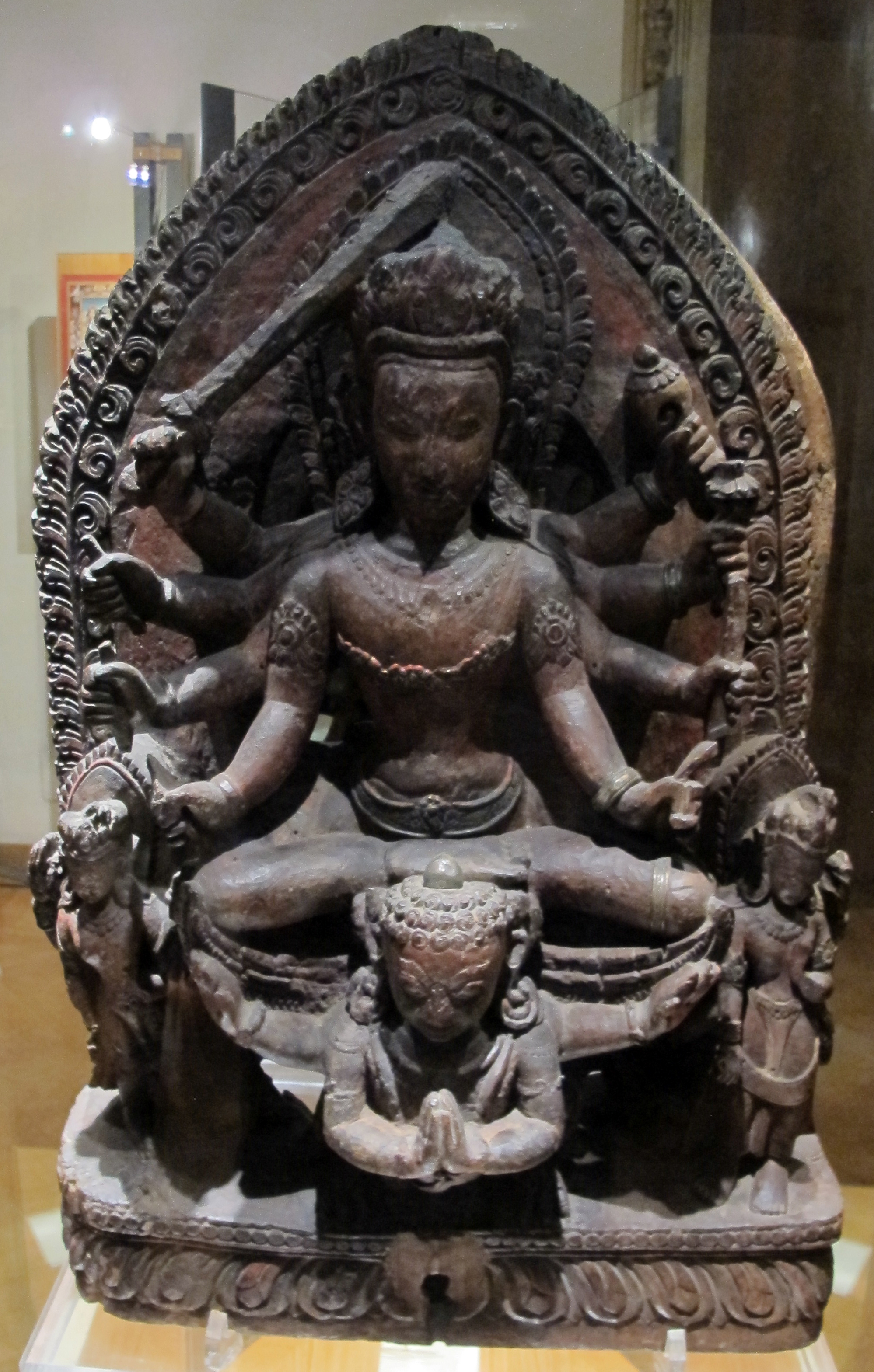
Nepal, vishnu su garuda, xviii sec

Garuda är en stor örnliknande fågel i indisk mytologi. Garuda skyddar mot ormar och mer generellt mot onda ting. Det berättas att guden Vishnu rider på hans rygg. Det sägs att Garuda skyddar mänskligheten mot naga.

## Namn
Garuda har även givit namn åt det nationella indonesiska flygbolaget Garuda Indonesia.
Asteroiden 2307 Garuda är uppkallad efter honom.
Den taiwanesisk-japanska artisten Sakimura Yuffie använder namnet GARUDA för sitt soloprojekt inom industrial metal musik.